# Clethrogyna turbata
Clethrogyna turbata är en fjärilsart som beskrevs av Butler 1879. Clethrogyna turbata ingår i släktet Clethrogyna och familjen tofsspinnare. Inga underarter finns listade i Catalogue of Life.